# Bareilly (distrikt)
Bareilly (hindi: बरेली, urdu: بریلی) er et distrikt i den indiske delstaten Uttar Pradesh. Distriktets hovedstad er Bareilly.

## Demografi
Ved folketællingen i 2011 var der 4.465.344 indbyggere i distriktet, mod 3.618.589 i 2001. Den urbane befolkning udgør 34,99 % af befolkningen.
Børn i alderen 0 til 6 år udgjorde 15,00 % i 2011 mod 19,88 % i 2001. Antallet af piger i denne alder per tusinde drenge er 906 i 2011.